# Sede (Jo Nesbø)
Sede (em norueguês:  Tørst) é um romance de ficção de crime do escritor norueguês Jo Nesbø, publicado pela primeira vez na Noruega em 2017. É o décimo primeiro romance da série Harry Hole, nome do protagonista principal.

## Resumo
Harry Hole, após os infortúnios dos romances anteriores, encontrou a paz: casou-se com Rakel, saiu da actividade directa de polícia e desempenha agora um cargo mais tranquilo como professor na escola de polícia e conseguiu afastar-se do alcoolismo. Apenas um caso que ele não conseguiu resolver o atormenta: o do serial killer Valentin Gjertsen, o antagonista do romance anterior, Polícia. 
No entanto, Hole é requisitado de novo como detective, como o único especialista norueguês em assassinos em série, devido à ocorrência de dois assassinatos e uma tentativa de assassinato realizados de maneira idêntica: as vítimas estão registadas no site de namoro Tinder, estiveram num encontro às cegas e esvairam em sangue até à morte por causa de mordeduras infligidas com uma dentadura afiada de ferro. Harry percebe de imediato que os ataques são obra de Valentin Gjertsen e concorda em formar uma pequena equipa de investigação que trabalha em paralelo com a polícia de Oslo.  
A sua equipa é formada pelo jovem Anders Wyller, o confiável analista de laboratório Bjørn Holm e Hallstein Smith, psicólogo especialista em "vampirismo", que substitui Ståle Aune que se aposentou.

## Personagens

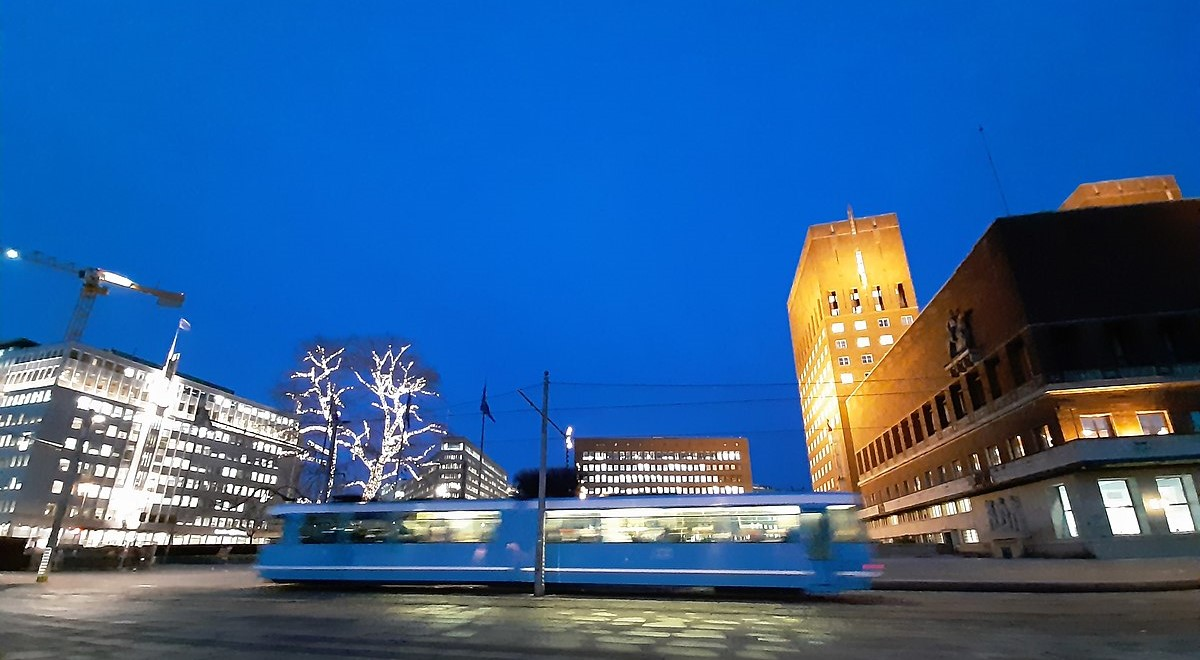
Imagem de Oslo, onde decorre grande parte do enredo

Harry Hole
é o protagonista do romance. Ex-alcoólico de 50 anos, pouco querido pelos colegas que, no entanto, reconhecem o seu talento, a total dedicação ao trabalho e a intuição.
Rakel Fauke
é a esposa de Harry Hole, fica doente com uma doença inexplicável do sangue que a coloca coma, deixando Harry e Oleg, filho dela, em desespero. É tratada pelo Dr. Steffens.
Oleg Fauke
filho de Rakel e enteado de Harry, Oleg tem um passado como viciado em drogas, mas agora, graças a Harry ter limpo a sua ficha criminal, é um aluno promissor na escola de polícia.
Mikael Bellman
chefe da polícia, um antigo inimigo de Harry (que suspeita dele por causa de vários crimes passados), é ministro da justiça em pectore. A absoluta necessidade de resolver o caso do novo serial killer para poder progredir na carreira política leva-o a chantagear Harry, ameaçando expulsar Oleg da escola de polícia, para o convencer a liderar a investigação.
Ulla Bellman
esposa de Mikael Bellman,  descobre que este a trai com Isabelle Skøyen e tenta vingar-se indo para a cama com Truls Bernsten, mas acaba por não consumar o projeto.
Truls Bernsten
Polícia corrupto, braço direito histórico de Mikael Bellmann e sempre apaixonado por Ulla. Na maior parte da investigação, vai dando pistas à jornalista Mona Daa. No final da investigação, no entanto, redime-se,  fornecendo pistas úteis a Harry Hole e sacrificando-se para salvar Ulla. A intervenção de Harry in extremis salva-lhe a vida.
Bjørn Holm
técnico de polícia científica, amigo de Harry e ex-namorado de Katrine Bratt.
Ståle Aune
amigo de Harry e ex-psicólogo consultor da polícia, que deixou o seu trabalho para ficar perto da sua filha Aurora, que mostra sintomas de ansiedade e depressão. Ele sugere ser substituído por Hallstein Smith, seu colega, com quem ele sempre teve um relacionamento conflituoso.
Aurora Aune
a filha adolescente de Ståle que foi violada anteriormente por Valentin Gjertsen, que ameaçou matar Ståle para a impedir de o denunciar. Ela confidencia tudo a Harry depois de perceber que este é a única pessoa capaz de fornecer um identikit do assassino, que passou por inúmeras cirurgias plásticas.
Anders Wyller
o talentoso jovem policial, filho de Steffens, tem o mito de Harry Hole e consegue ser imediatamente admitido na equipa de investigação especial dirigida por Harry. Ele se apaixona por Mona Daa.
Hallstein Smith
consultor psicólogo da equipa de Harry, que o contrata a conselho de Ståle Aune. Ele se especializou no controverso campo do vampirismo, entendido como transtorno mental e parafilia. O seu trabalho não goza do consenso da comunidade científica, que começa a reconhecê-lo apenas graças ao caso do serial killer-vampiro. Durante a discussão pública da sua tese de doutorado, é exposto por Harry como a eminência cinzenta por trás do assassino Valentin Gjertsen, guiando os movimentos deste.
Katrine Bratt
Ex-colega de Harry e a ex-namorada de Bjørn Holm, com histórico de transtorno mental, agora é investigadora-chefe na seção de crimes violentos.
John D. Steffens
hematologista e médico de emergência, médico de Rakel e pai de Anders Wyller. Anders não fala com ele há muitos anos, desde que John foi incapaz de salvar a mãe numa situação de emergência.
Mona Daa
repórter de crime com o hobby de levantamento de pesos, suborna Truls Bernsten para obter notícias em primeira mão sobre a investigação. Anders Wyller apaixona-se por ela e abandona a investigação.
Gunnar Hagen
ex-chefe da seção de crimes violentos da polícia, um amigo histórico de Harry.
Isabelle Skøyen
mulher política importante e sem escrúpulos, amante de Mikael Bellman e sua principal patrocinadora na ascensão ao ministério da justiça.
Valentin Gjertsen
serial killer, filho do serial killer Svein Finne. Embora tenha sido preso no passado, está irreconhecível graças às inúmeras operações de cirurgia plástica. É manobrado por Hallstein Smith, que projeta assassinatos para que pareça sujeito ao transtorno mental do vampirismo.
Svein Finne, "o namorado"
O serial killer, preso pelo próprio Harry, forçou as mulheres que ele violou a dar à luz. Ele é o pai de Valentin Gjertsen; os dois encontraram-se na prisão. No final do livro, Svein Finne é libertado da prisão, deixando o final em aberto como um cliffhanger.